# Stadtpfarrkirche St. Sebastian (Baruth/Mark)

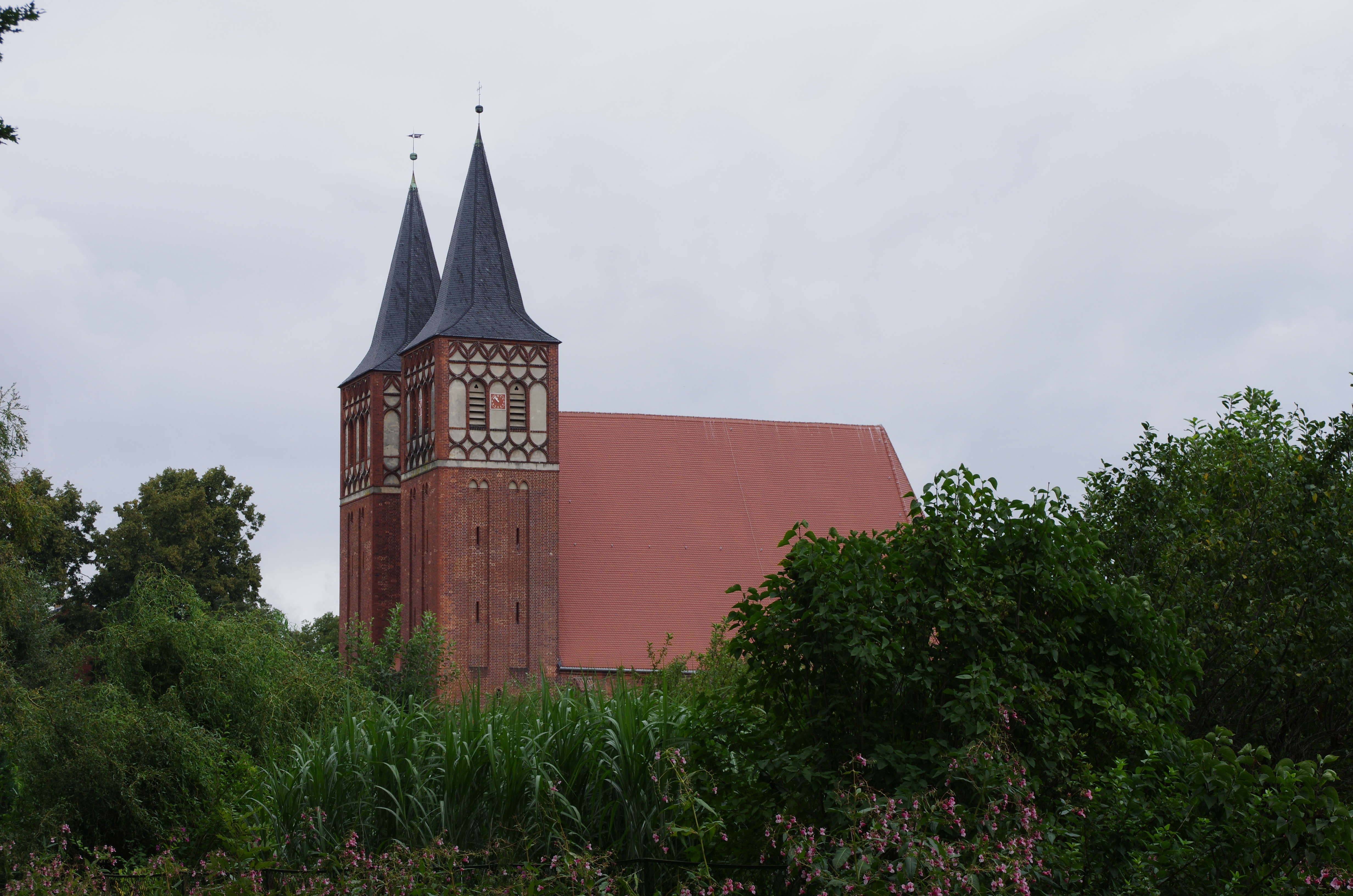
Stadtpfarrkirche St. Sebastian

Die Stadtpfarrkirche St. Sebastian ist ein gotischer Sakralbau aus der zweiten Hälfte des 15. oder der ersten Hälfte des 16. Jahrhunderts. Sie geht auf einen Vorgängerbau zurück, der im Jahr 1346 geweiht wurde, und befindet sich in Baruth/Mark im Landkreis Teltow-Fläming in Brandenburg (Deutschland).

## Geschichte
Die Kirchengemeinde gibt in einem Kirchenführer an, dass das Bauwerk im 15. oder in der ersten Hälfte des 16. Jahrhunderts entstanden ist. Ein überliefertes Datum einer Kirchweihe aus dem Jahr 1346 bezieht sich auf einen Vorgängerbau. Als sicher gilt, dass es in den Jahren 1595 und 1671 zu schweren Zerstörungen durch Brände kam, nach denen die Kirche im Innenraum erneuert wurde. Die Arbeiten wurden auf Geheiß der Grafen und Fürsten zu Solms-Baruth vorgenommen, die in der Stadt lebten. 1678 erhielt die Kirche eine Hufeisenempore. 1855 errichtete die Kirchengemeinde eine Sakristei und eine ebenerdige Gruft. Im Jahr 1909 folgten die westliche Fassade mit den zwei Türmen sowie ein Südportal. Neben den Anbauten ersetzten die Fürsten die vorhandene Orgel aus dem Jahr 1820 durch ein Modell des Potsdamer Orgelbauers Alexander Schuke mit 26 Registern auf zwei Manualen und Pedal. In den Jahren 1974 bis 1977 erfolgten umfangreiche Sanierungsmaßnahmen, bei denen zum Teil große Mengen Holzschutzmittel zum Einsatz kamen. Durch die Melioration in der Region und die damit verbundene Grundwasserabsenkung kam es in den 1970er Jahren zu weiteren Schäden an der Kirche. Die zuvor luftdicht abgeschlossenen Gründungspfähle kamen mit Sauerstoff in Kontakt und begannen zu faulen. Infolgedessen kam es zu einer großen Rissbildung im Kirchenschiff und am Chor; der Altar und die Bänke kippten zur Seite. Der Turm hingegen verfügte auf Grund seines jüngeren Baudatums über ein vergleichsweise stabiles Fundament. Die Kirche wurde daher in den Jahren 2001 bis 2008 umfangreich saniert. Experten stabilisierten sowohl das alte Feldsteinfundament, wie auch die inneren Kirchenstützen. Sie injizierten rund 600 m³ Hochdruckbodenmörtel in das Gemäuer, davon rund 180 m³ in den Keller des Bauwerks. Außerdem setzte die Kirchengemeinde das Dach am Turm und im Schiff instand und reparierte die Schuke-Orgel. Als problematisch erwies sich dabei die Belastung mit Holzschutzmitteln wie DDT und Lindan, die mit aufwendigen chemischen Verfahren verringert werden musste. Die gesamten Sanierungsarbeiten dauerten rund zehn Jahre.

## Architektur

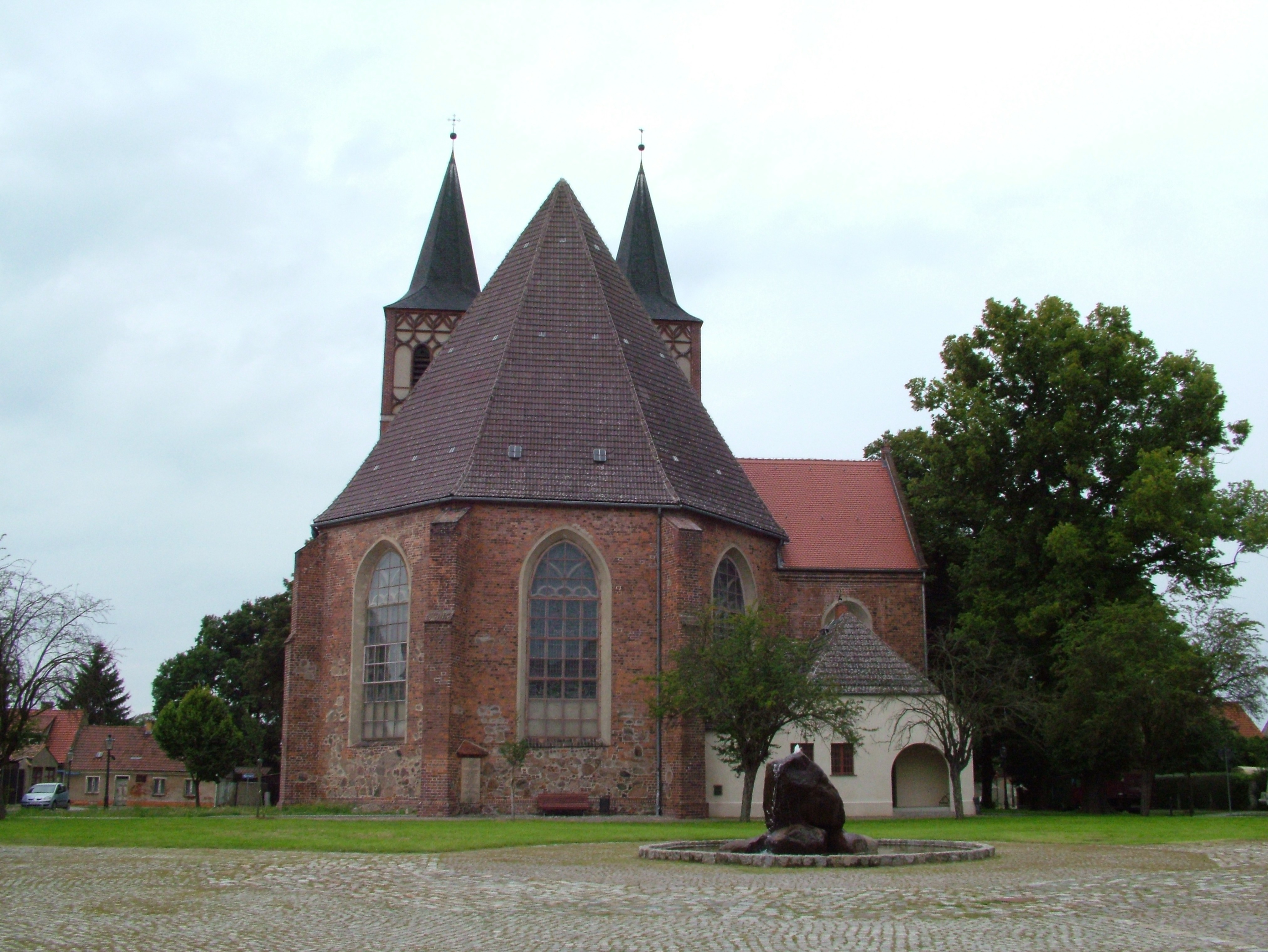
Chor der Kirche

Die dreischiffige Hallenkirche wurde aus rötlichem Mauerziegel errichtet. Das aufstrebende Bauwerk wird durch ein abgetrepptes Strebewerk stabilisiert. Dazwischen befinden sich symmetrisch angeordnete, große Spitzbogenfenster. An der Nord- und an der Südseite des Kirchenschiffs befindet sich je ein spitzbogiges Portal. Oberhalb des Kirchenschiffs schließt sich ein Satteldach an. Der Chor verfügt über einen dreiseitigen Abschluss. Der neugotische Doppelturm wurde ebenfalls aus Mauerziegeln errichtet und nimmt im oberen Drittel das mittelalterliche Maßwerk auf. Er ist in diesem Bereich mit weißen, rautenförmigen Putzblenden versehen, die in bogenförmige Blenden übergehen, die wiederum mit von einem rautenförmigen Muster, gefolgt von einer Doppelwelle, gekrönt werden. In den bogenförmigen Blenden befinden sich auch die Klangarkaden sowie eine Kirchturmuhr. Darüber schließt sich ein sechsfach geknickter Turmhelm an, der mit einer Kugel sowie einem Kreuz bzw. einer Wetterfahne abschließt. Die Sakristei ist mit einem schlichten Putz versehen.

## Innenausstattung
Der barocke Altar stammt aus dem Jahr 1679 und wurde vom Finsterwalder Tischler Abraham Jäger sowie dem Lübbener Maler Michael Scharbe gestaltet. Er zeigt in einer klassischen Abfolge das Abendmahl Jesu, die Kreuzigung sowie die Auferstehung. Der Altar ist an der linken und rechten Seite mit Bildnissen der Altarstifter Johann Georg zu Solms-Laubach und seiner Frau Eleonore verziert. Die Kanzel aus dem Jahr 1680 schuf der Prenzlauer Tischler E. Hoffmann. Sie ist mit einem Schalldeckel versehen und zeigt an ihrem Korb die Abbildungen der Apostel. An der Kanzelrückwand ist das Bild Jesu Christi sowie zwei Wappen zu sehen. Im Chor befinden sich insgesamt vier Patronatsstühle. Auch sie stammen von E. Hoffmann aus dem Jahr 1680. Im Turmraum stehen zwei Altarflügel, die in der Zeit um 1510/1530 entstanden sein dürften. Auf der Außenseite sind Jesus Christus und Maria und auf den ehemaligen Innenseiten der heilige Antonius sowie Maria Magdalena abgebildet. An der Orgelempore sind zwei Gemälde aus dem 18. Jahrhundert angebracht, die Martin Luther und Philipp Melanchthon zeigen. Zwei weitere Bildnisse aus dem Jahr 1683 zeigen die Stifter sowie deren Wappen. Ihnen stand auch die Patronatsloge zu, die sich in einem nördlichen, zweijochigen Anbau befindet. Im rechten Kirchenfenster der Orgelempore ist ein in Glas gefasstes Rotes Kreuz zu sehen. Es deutet auf die Verwandtschaft der Familie Solms-Baruth mit dem englischen Königshaus hin.
Der Bogengang ist als reduzierter Umgangschor ausgeführt. Die Bögen bestehen aus massiven, ungleichseitigen Achteckpfeilern mit ausladenden Deckplatten. Experten vermuten, dass die Kirchengemeinde ursprünglich vorhatte, die Decke auszuwölben. So verfügt sie lediglich über eine Balkendecke. Die Gruft verfügt über ein Sternengewölbe und öffnet sich durch eine Doppelarkade in Richtung Schiff.